# Mixarcturus acanthurus
Mixarcturus acanthurus är en kräftdjursart som först beskrevs av Théodore Monod 1925.  Mixarcturus acanthurus ingår i släktet Mixarcturus och familjen Antarcturidae. Inga underarter finns listade i Catalogue of Life.